# Венжик (Мазовецьке воєводство)
Венжик (пол. Wężyk) — село в Польщі, у гміні Гродзиськ-Мазовецький Ґродзиського повіту Мазовецького воєводства.
Населення — 40 осіб (2011).
У 1975-1998 роках село належало до Варшавського воєводства.

## Демографія
Демографічна структура станом на 31 березня 2011 року:
|          | Загалом | Допрацездатний вік | Працездатний вік | Постпрацездатний вік |
| -------- | ------- | ------------------ | ---------------- | -------------------- |
| Чоловіки | 19      | 6                  | 12               | 1                    |
| Жінки    | 21      | 4                  | 14               | 3                    |
| Разом    | 40      | 10                 | 26               | 4                    |